# 伊藤和夫
伊藤 和夫（いとう かずお、1927年 - 1997年1月21日）は、日本の予備校講師。駿台予備学校英語科専任講師を約30年間務めた。「受験英語の神様」、「受験英語界の巨人」と称された。

## 経歴
長野県生まれ。1944年、東京都立第五中学校（現・東京都立小石川中等教育学校）卒業後、第一高等学校（旧制）を1944年（昭和19年）を受験した。なお、1941年とこの年は旧制高等学校入試にて受験科目から英語が除外された例外的な年だった。予備校で受験英語の教授に人生を捧げた伊藤だが、自らの旧制高等学校受験（新制大学受験に相当）では英語の試験が無かった。第一高等学校卒業を経て、1947年旧制東京大学哲学科入学後は病気療養を挟みつつ、1953年旧制東京大学哲学科を卒業した。卒業論文はスピノザの「エチカ」。
1954年、横浜の山手英学院の英語科講師となる。1966年4月、奥井潔の紹介で駿台予備学校（当時・駿台高等予備校）英語科へ移籍し、同校専任講師として1990年代中頃まで勤務し、1990年度までは英語科主任も務めた。また同校の経営母体である学校法人駿河台学園の理事に就任した。1997年に死去した。
英文法の枠組を英文解釈に利用可能な形で取り入れた読解法は「構文主義」と呼ばれ、受験英語界（特に駿台予備学校英語科）の伝統となった。
彼の展開した「構文主義」とは「くじら構文」や「so～that構文」などではなく、文章単位で英語を理解する姿勢である。「直読直解」を展開し、「予測と修正」により返り読みを否定し、品詞分解は多少の必要悪として認めたが英文の原型が分からなくなるほど文章を細分化することは否定した。
生涯独身。

## 著作
- 1963年 - 『構文別英文演習』（奥幸雄と共著、南雲堂）
- 1964年 - 『新・英文解釈体系』（有隣堂）
- 1968年 - 『基本英文七〇〇選』（鈴木長十と共編、駿台文庫）
- 1972年 - 『英文法頻出問題演習』（駿台文庫）
- 1973年 - 『大学入試即応 英語読解総合問題選 難易別・新作問題』（須賀康雄、山口俊治と共編 平明社）
- 1973年 - 『中級 英語読解総合問題選 程度別・新作中心』（須賀康雄、山口俊治と共編 平明社）
- 1973年 - 『文法・解釈・作文 総合英語問題選』（米山正男と共編 平明社）
- 1975年 - 『英語構文詳解』（駿台文庫）
- 1977年 - 『英文解釈教室』（研究社）
- 1979年 - 『英文法頻出問題演習 増補改訂版』（駿台文庫）
- 1979年 - 『英文法教室』（研究社）
- 1983年 - 『英語長文読解教室』（研究社）
- 1983年 - 『英文和訳演習・中級篇』（駿台文庫）
- 1984年 - 『英文和訳演習・上級篇』（駿台文庫）
- 1984年 - 『英文和訳演習・基礎篇』（駿台文庫）
- 1985年 - 『必修英単語三〇〇〇選』（鈴木長十と共編、駿台文庫）
- 1986年 - 『かならずワカる 英語の学習法』（駿台文庫）
- 1986年 - 『基本英文七〇〇選・改訂版』（鈴木長十と共編、駿台文庫）
- 1987年 - 『英語要旨大意問題演習』（駿台文庫）
- 1987年 - 『ビジュアル英文解釈（Part I) 駿台レクチャーシリーズ』（駿台文庫）
- 1988年 - 『ビジュアル英文解釈（Part II) 駿台レクチャーシリーズ』（駿台文庫）
- 1988年 - 『伊藤和夫の英語学習法 — 大学入試 駿台レクチャーシリーズ』（駿台文庫）
- 1989年 - 『英文和訳演習・入門篇』（駿台文庫）
- 1991年 - 『新・英文法頻出問題演習』（駿台文庫）
- 1991年 - 『英文法の集中治療室』（一竹書房）
- 1992年 - 『「新・英頻」併用英文法問題集』（駿台文庫）
- 1992年 - 『英熟語の集中治療室』（一竹書房）
- 1993年 - 『英語総合問題演習・入門篇』（駿台文庫）
- 1993年 - 『英文法どっちがどっち』（一竹書房）
- 1993年 - 『英語総合問題演習・基礎篇』（駿台文庫）
- 1994年 - 『ルールとパターンの英文解釈』（旺文社）
- 1994年 - 『テーマ別英文読解教室』（研究社）
- 1994年 - 『英語総合問題演習・中級篇』（駿台文庫）
- 1995年 - 『英語総合問題演習・上級篇』（駿台文庫）
- 1995年 - 『大学入試　伊藤和夫の英語学習法』（駿台文庫）
  - 上記「かならずワカる　英語の学習法」の改訂版。
- 1996年 - 『英文解釈教室　基礎編　英文解釈教室シリーズ』（研究社）
- 1996年 - 『英文解釈教室　入門編 — 高1レベルからラクラク学べる 英文解釈教室シリーズ』（研究社）
- 1996年 - 『英文法のナビゲーター（上）大学入試 研究社ナビゲーター・シリーズ 1』（研究社）
- 1996年 - 『英文法のナビゲーター（下）大学入試 研究社ナビゲーター・シリーズ 2』（研究社）
- 1997年 - 『英文和訳の十番勝負 — 入門からゴールまでの学力診断 駿台受験シリーズ』（駿台文庫）
- 1997年 - 『英文解釈教室（改訂版） 英文解釈教室シリーズ』（研究社）
- 1997年 - 『予備校の英語』（研究社）
- 1998年 - 『テーマ別 英文読解教室・新装版』（研究社）
- 2001年 - 『新・英文法頻出問題演習（Part1）駿台受験シリーズ』（駿台文庫）
- 2001年 - 『新・英文法頻出問題演習（Part2）駿台受験シリーズ』（駿台文庫）
  - 上記「新・英文法頻出問題演習」を2分冊にしたもの。
- 2001年 - 『英語要旨大意問題演習 駿台受験シリーズ』（駿台文庫）
- 2002年 - 『新・基本英文700選 駿台受験シリーズ』（駿台文庫）
  - 上記「基本英文700選〈改訂版〉」を駿台文庫で改訂したもの。訳文の変更や例文の差し替えもある。
- 2004年 - 『英語長文読解教室・新装版』（研究社）
- 2008年 - 『英語構文詳解 新装版 駿台受験シリーズ』（駿台文庫）
- 2010年 - 『英文法教室・新装版』（研究社）
- 2014年 - 『英文法どっちがどっち 単語の品詞がわかる本』（復刊ドットコム）
- 2016年 - 『Intensive Care 1 英文法の集中治療室』（復刊ドットコム）
- 2016年 - 『Intensive Care 2 英熟語の集中治療室』（復刊ドットコム）
- 2017年 - 『英文解釈教室・新装版』（研究社）
- 2018年 - 『[新版] ルールとパターンの英文解釈』（研究社）